# イーストサイド・マンハッタン

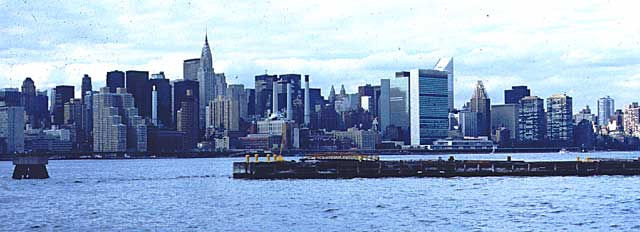
ブルックリングリーンポイントから見たミッドタウンのイーストサイド

イーストサイド・マンハッタン（East Side of Manhattan）は、マンハッタン島のイースト川やブルックリン、クイーンズに接する東側を指す。5番街、セントラルパーク、ロウアー・ブロードウェイによって、ウェストサイドと分けられる。
イーストサイドの主な地区には、北から南に、イースト・ハーレム、ヨークヴィル、アッパー・イースト・サイド、タートル・ベイ、マーリー・ヒル、キップス・ベイ、グラマシー、イースト・ヴィレッジ、カーネギー・ヒル、ロウアー・イースト・サイドが含まれる。
また、主なイーストサイドを南北に走る高速道路には、北から順にハーレム・リバー・ドライブ、南側でそれに接続するフランクリン・D・ルーズベルト・イースト・リバー・ドライブがあり、並走するマンハッタン・ウォーターフロント・グリーンウェイがある。また、イーストサイドには、イーストサイド線や多くのバス路線が走る。

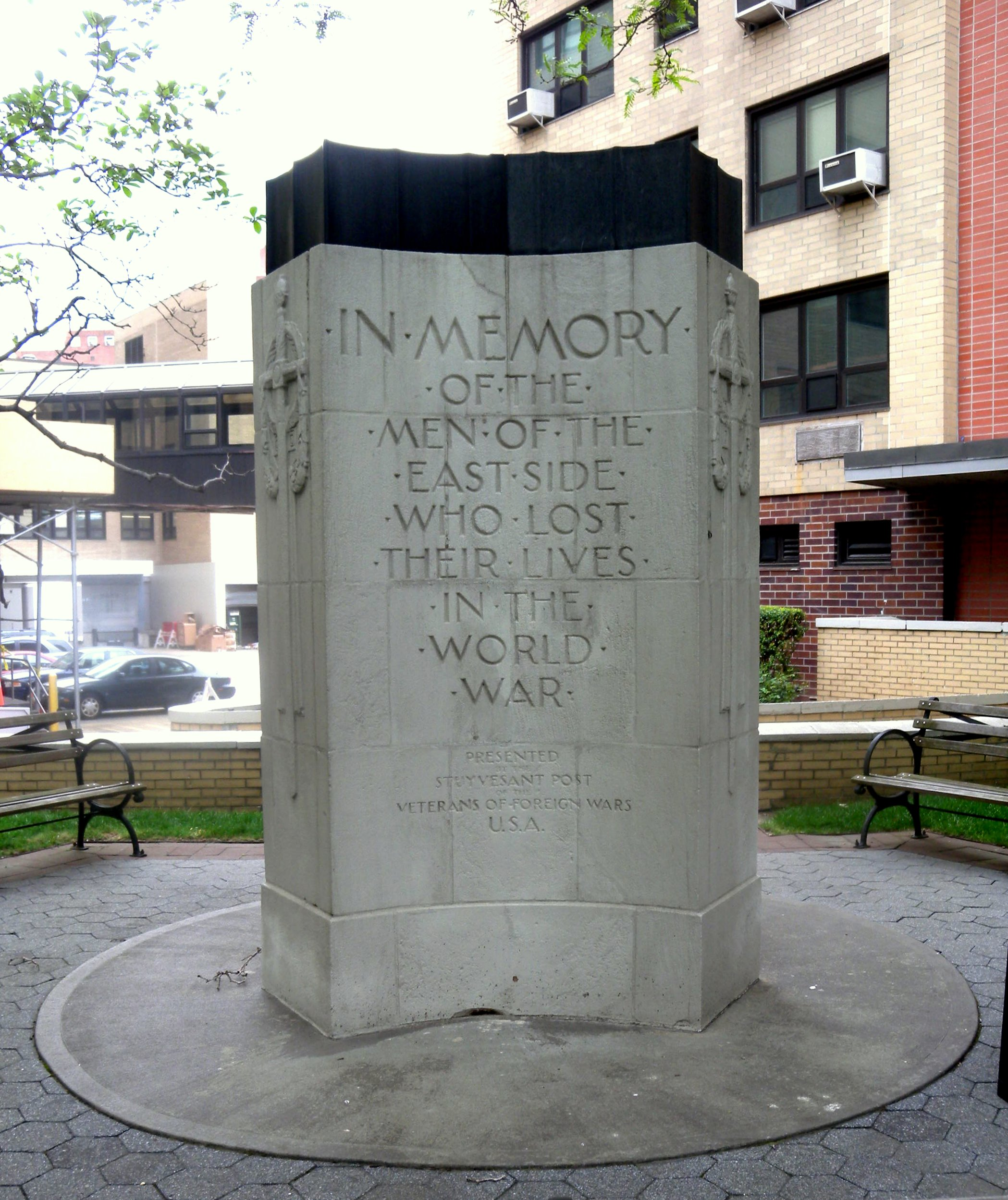
イーストサイド戦争記念碑